# MKVToolNix
MKVToolNix — набор инструментов для медиа-контейнера Matroska от Морица Бункуса, включая mkvmerge. Бесплатные библиотеки и инструменты Matroska с открытым исходным кодом доступны для различных платформ, включая дистрибутивы Linux и BSD, macOS и Microsoft Windows . Инструменты также могут быть загружены из дистрибьюторов видео программного обеспечения и FOSS-репозиториев.

## Приложения
MKVToolNix был рассмотрен Linux Journal, Linux Format, ICTE Journal и Softpedia среди прочего. Инструменты цитируются в патентах на «Универсальный контейнер для аудиоданных». «Портативная» Windows версия существует, но на 2015 год пока не доступна в формате PortableApps.

## Компоненты
MKVToolNix GUI
это графический интерфейс Qt для mkvmerge и преемник mmg.
mkvmerge
объединяет мультимедийные потоки в файл Matroska.
mkvinfo
перечисляет все элементы, содержащиеся в файле Matroska.
mkvextract
извлекает определенные части из файла Matroska в другие форматы.
mkvpropedit
позволяет анализировать и изменять некоторые свойства файла Matroska.